# Лаклан Мердок
Лаклан Мердок (англ. Lachlan Murdoch, нар. 16 лютого 1986) — канадський актор кіно та телебачення, найбільш відомий за роллю констебля Генрі Гіґґінса у серіалі «Розслідування Мердока».

## Фільмографія
| Рік       |   | Українська назва           | Оригінальна назва                   | Роль                       |
| --------- | - | -------------------------- | ----------------------------------- | -------------------------- |
| 1996      | с | Медісон                    | Madison                             | Стефан Вакалюк             |
| 1993—1996 | с | Цілком таємно              | The X-Files                         | правий польовий гравець    |
| 1997      | с | Dead Man's Gun             | Dead Man's Gun                      | Джессі Голбрук             |
| 1997      | с | Тисячоліття                | Millennium                          | Гобо                       |
| 1997—1998 | с | За межею можливого         | The Outer Limits                    | Ма'ал / Джон Вергілій мол. |
| 1999      | с | Так дивно                  | So Weird                            | Джеймс                     |
| 1999      | с | Зоряна брама: SG-1         | Stargate SG-1                       | Томін                      |
| 1999—2011 | с | Шерлок Голмс у 22 сторіччі | Sherlock Holmes in the 22nd Century | гостьова роль              |
| 2002      | с | Taken                      | Taken                               | Тревіс                     |
| 2007      | с | Jeff Ltd.                  | Jeff Ltd.                           | бос                        |
| 2012—2013 | с | Лягавий                    | Copper                              | телеграфіст                |
| 2016      | с | Штам                       | The Strain                          | Офіцер NYPD №2             |
| 2008—...  | с | Розслідування Мердока      | Murdoch Mysteries                   | констебль Генрі Гіґґінс    |
| 2018      | с | Останній кандидат          | Designated Survivor                 | провідний бомбардувальник  |
| 2022      | с | Гадсон і Рекс              | Hudson & Rex                        | Боб Мерфі                  |